# 第39屆廣播金鐘獎

第39屆廣播金鐘獎是2004年台灣廣播業界的年度盛事之一，表揚2004年度傑出的台灣廣播人。廣播金鐘獎頒獎典禮於2004年11月23日在台北市國父紀念館舉行，主持人是侯昌明與吳淡如。該屆頒獎典禮由東森電視負責進行現場轉播。

## 入圍暨得獎名單
下列之標記為該獎項得獎者。

## 外部連結
- 93年廣播金鐘獎入圍名單 （页面存档备份，存于）.文化部影視及流行音樂產業局.2004-08-22
- 93年廣播金鐘獎得獎名單 （页面存档备份，存于）.文化部影視及流行音樂產業局.2004-08-22